# 三輪文屋
三輪 文屋（みわ の ふみや）は、飛鳥時代の人物。姓は君で、文室君や学室君の別名がある。

## 概要
三輪逆の孫で、三輪小鷦鷯の子にあたり、利金君を子とする系図がある。
聖徳太子の子である山背大兄王に仕え、上宮王家襲撃事件では山背大兄王と共に生駒山へ逃れた。この時、文屋は深草屯倉へ行き、さらに東国へ赴いて、上宮の乳部の民を率いて入鹿と戦うことを王に進言したが、王は人民を労役にかける苦しみと肉親を亡くした際の悲しみのことを思い、従わなかった。その後、蘇我入鹿が遣わした将軍たちの率いる兵に囲まれた際に、将軍たちへの使者に遣わされている。
王同様、この事件で自害、あるいは戦死したと言われる。